# Крушевский, Ян
Ян Крушевский (18 июня 1888 года, Александрово, Плоцкая губерния, Российская империя — 28 марта 1977 года, Лейли-эн-Валь, округ Орлеан, Луаре, Франция) — бригадный генерал Войска Польского. Главнокомандующий Корпуса Охраны Границы в 1930—1939 годах.

## Биография
Родился 18 июня 1888 года в Александрово, в то время в Плоцкой губернии, в семье мещанина Казимира и Виктории (девичья фамилия Колаковская). В 1907 году получил аттестат зрелости в плоцкой польской гимназии. Изучал медицину в Кракове и Женеве, участвовал в деятельности Стрелкового Союза.
С августа 1914 до июля 1917 года служил в Польских легионах, занимал в том числе должность командира взвода, командира роты, начальника офицерской школы, коменданта учебных курсов. Летом 1917 года в числе других офицеров, отказавшихся присягать германскому императору, был интернирован в Беньяминуве.
С апреля по ноябрь 1918 года — командир роты во 2-м пехотном полку армии Королевства Польского.
С ноября 1918 по январь 1919 года — командир батальона.
С января по март 1919 года — командир группы «Яблонна» в Варшаве.
С апреля 1919 года по ноябрь 1926 года — командир батальона, командир 1-го пехотного полка Легионов, а с ноября 1920 также исполнял обязанности командира 1-й пехотной бригады Легионов.
11 июня 1920 года утверждён в звании подполковника с 1 апреля того же года, а 3 мая 1922 года был подтверждён в этом звании со старшинством с 1 июня 1919 года. 31 марта 1924 года произведён в звание полковника, со старшинством с 1 июля 1923 года.
С ноября 1926 по март 1928 был командиром дивизионной пехоты 1-й пехотной дивизии Легионов.
С марта 1928 по ноябрь 1930 — командир 1-й пехотной дивизии Легионов.
С 14 ноября 1930 по август 1939 был главнокомандующим Корпуса охраны границы. Произведён в звание бригадного генерала со старшинством с 1 января 1931 года в корпусе генералов.
В сентябре 1939 командовал оперативной группой в Армии «Пруссы». Во время Сентябрьской войны попал в плен к немецким войскам (в том числе содержался в лагере VII А Мурнау), а после освобождения осел во Франции. Умер в польском доме престарелых в Лейли—эн—Валь и был похоронен на местном кладбище.

## Награды
- Серебряный крест ордена «Virtuti Militari»[1]
- Командор ордена Возрождения Польши
- Офицер ордена Возрождения Польши[2]
- Крест Независимости
- Крест Храбрых (четырежды)
- Золотой Крест Заслуги
- Медаль «Участнику войны. 1918—1921»
- Медаль «10-летие обретения независимости»
- Знак за ранения и контузии